# Grb Indonezije
Grb Indonezije predstavlja "garuda" (velika mitska ptica) na kojoj se nalazi štit. Štit je podijeljen na četiri dijela - dva crvena i dva bijela, na kojima se nalaze lanac, drvo, bik, riža i pamuk. U sredini štita nalazi se zlatna zvijezda na crnoj pozadini. Garuda drži traku s natpisom "Bhinneka Tunggal Ika" (Jedinstvo u različitosti). Grb je usvojen 11. veljače 1950.

## Također pogledajte
- Zastava Indonezije